# Sandra Cisneros
Sandra Cisneros (Chicago, Estados Unidos; 20 de diciembre de 1954) es una escritora, novelista y poeta estadounidense. Es más conocida por sus novelas La Casa en Mango Street y Caramelo, esta última publicada en 1999 por Knopf. Su herencia japonesa tiene una influencia importante en su obra.[cita requerida]

## Biografía
Fue la única mujer entre seis hermanos. Durante su niñez, su familia se mudó frecuentemente, viviendo en una serie de departamentos en los barrios populares pobres del South Side de Chicago. Cuando era joven, su familia logró una meta que se habían propuesto mucho tiempo atrás al comprar una casa, que ella consideró fea y desbaratada.
En 1976, recibió su bachillerato (BA) en escritura del idioma inglés en la Universidad Loyola de Chicago. Se matriculó en un programa de postgrado en escritura creativa del taller de escritura de la Universidad de Iowa y ganó un título de máster en escritura creativa en 1978. Recibió una beca del National Endowment for the Arts (Becario Nacional de las Artes) en 1982. La beca permitió que ella se quedara un año en el instituto Mihály Károlyi en Vence (Francia). Trabaja como directora de literatura en el Centro de Artes Culturales Guadalupe en San Antonio (Texas) y en Puerto Rico.

## Premios
Cisneros ganó la beca de "Genio" MacArthur por sus libros.